# Grossistförbundet
Grossistförbundet, formellt Sveriges Grossistförbund fram till 1988, och därefter Grossistförbundet Svensk Handel, var tidigare branschorganisation för grossisthandeln i Sverige. Sveriges Grossistförbund bildades 1922 av ett 60-tal grossister. 1997 slogs Grossistförbundet Svensk Handel, Köpmannaförbundet och Handelns Arbetsgivarorganisation (HAO) samman till Svensk Handel.